# Sphaerella callunae
Sphaerella callunae är en svampart som beskrevs av Roum. 1880. Sphaerella callunae ingår i släktet Sphaerella och familjen Mycosphaerellaceae.   Inga underarter finns listade i Catalogue of Life.